# Csikó (keresztnév)
A Csikó férfinév régi magyar személynév, amit főleg halászok viseltek, mivel a név a régi magyar Csík névből származik -ó kicsinyítővel, ami egy hal neve. A Csikó névnek tehát nincs köze a csikó szóhoz. A mai csikó szó állathívogató szóból keletkezett, és az Árpád-korban női személynév volt, hasonlóan több más kis állat nevéhez, amit kedveskedésből adtak a nőknek.

## Gyakorisága
Az 1990-es években egyedi név volt, a 2000-es években nem szerepel a 100 leggyakoribb férfinév között.

## Névnapok
- január 31.[2]
- május 10.[2]